# Dreiband-Europameisterschaft 2003

Logo CEB (ausrichtender Verband)

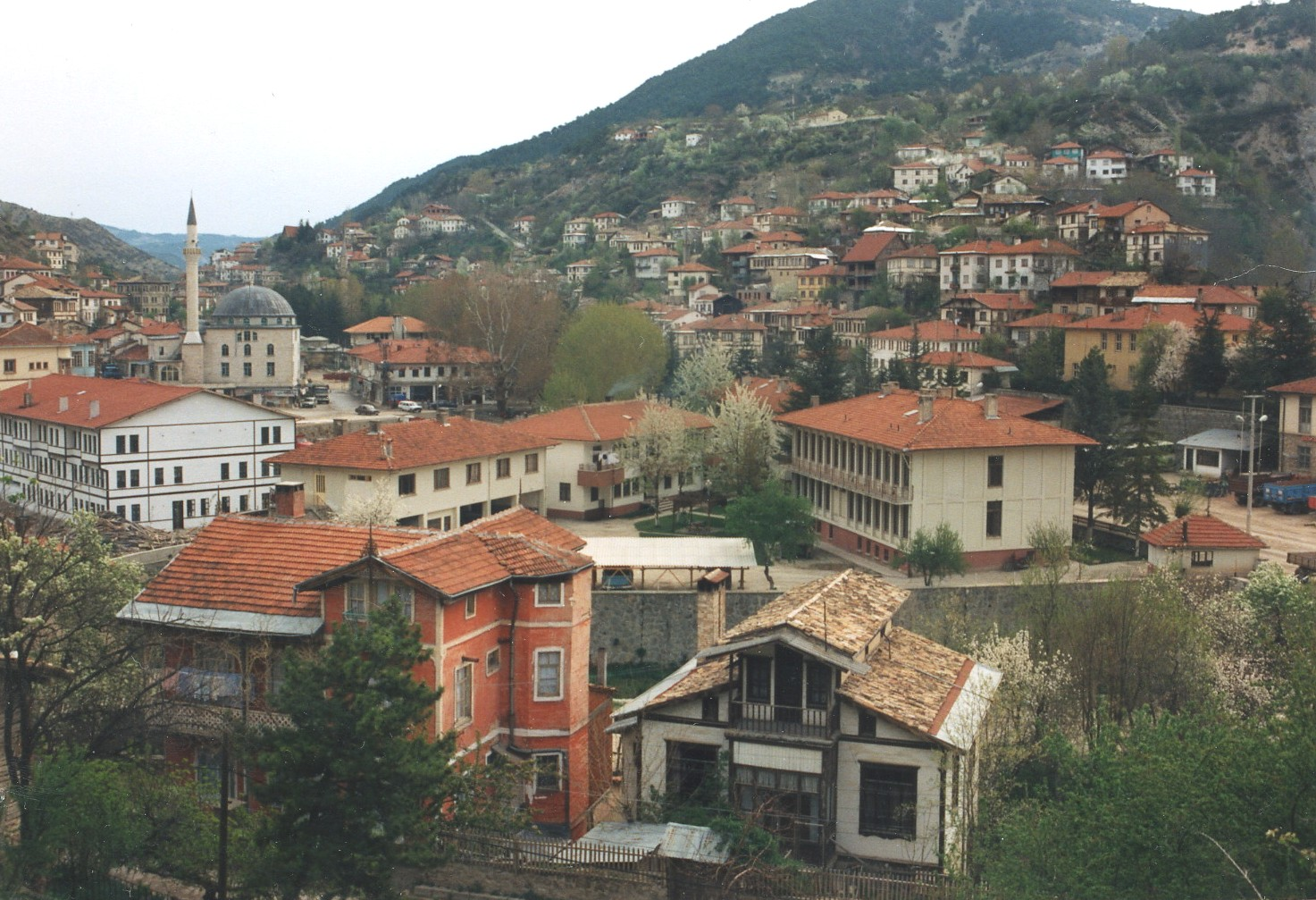
Veranstaltungsort: Göynük

Die Dreiband-Europameisterschaft 2003 war das 60. Turnier in dieser Disziplin des Karambolagebillards und fand vom 1. bis zum 4. Mai 2002 in Göynük statt. Es war die zweite Dreiband-EM in Folge in der Türkei.

## Geschichte
Die Europameisterschaft wurde im Modus gespielt wie die Weltmeisterschaft. Nach den Gruppenspielen folgte die KO-Runde. Sieger wurde erstmals der Weltmeister des Jahres 2000 Dick Jaspers aus den Niederlanden. Im Finale bezwang er den belgischen Titelverteidiger Frédéric Caudron mit 3:2 Sätzen. Für das Highlight der EM sorgte aber der Schwede Torbjörn Blomdahl. Mit 2,376 stellte er einen neuen Europarekord im Generaldurchschnitt (GD) auf und belegte aber nur den fünften Platz. Er schied aber im Viertelfinale gegen den späteren Zweiten Frédéric Caudron aus, der gegen ihn den neuen Europarekord im besten Einzeldurchschnitt (BED) einstellte. Den alten Rekord erzielte im Achtelfinale Torbjörn Blomdahl mit 3,461. Für die deutschen Teilnehmer gab es Licht und Schatten. Martin Horn teilte sich mit dem Italiener Marco Zanetti den dritten Platz. Für Stefan Galla war bereits die Gruppenphase Endstation. Eine Niederlage im ersten Match gegen den Ägypter Ihab El Messery war praktisch schon das Aus. Nicht viel besser erging es dem Österreicher Gerhard Kostistansky  Trotz guter Leistung belegte er in der Gruppe B am Ende nur Platz drei und schied damit aus.

## Modus
Gespielt wurde das Turnier mit 32 Teilnehmern. In den Gruppenspielen wurde auf zwei Gewinnsätze à 15 Points gespielt. Ab dem Achtelfinale ging es um drei Gewinnsätze pro Spiel. Platz drei wurde nicht mehr ausgespielt.

## Gruppenphase
| MP    | Match Points (Sieger = 2; Unentschieden = 1; Verlierer = 0) |
| Pkte. | Erzielte Karambolagen                                       |
| Aufn. | Benötigte Versuche                                          |
| GD    | Generaldurchschnitt                                         |
| BED   | Bester Einzeldurchschnitt eines Spielers                    |
| HS    | Höchstserie                                                 |
|       | Bester GD des Turniers                                      |
|       | Bester ED des Turniers                                      |
|       | Beste HS des Turniers                                       |
|       | 1. Platz (Gold)                                             |
|       | 2. Platz (Silber)                                           |
|       | 3. Platz (Bronze)                                           |

| Abschlusstabelle Gruppe A | Abschlusstabelle Gruppe A | Abschlusstabelle Gruppe A | Abschlusstabelle Gruppe A | Abschlusstabelle Gruppe A | Abschlusstabelle Gruppe A | Abschlusstabelle Gruppe A | Abschlusstabelle Gruppe A | Abschlusstabelle Gruppe A |
| Platz                     | Name                      | MP                        | SV                        | Pkte                      | Aufn.                     | GD                        | BED                       | HS                        |
| ------------------------- | ------------------------- | ------------------------- | ------------------------- | ------------------------- | ------------------------- | ------------------------- | ------------------------- | ------------------------- |
| 1                         | Yilmaz Özcan              | 4                         | 5:3                       | 108                       | 63                        | 1,714                     | 1,791                     | 9                         |
| 2                         | Frédéric Caudron          | 4                         | 5:3                       | 99                        | 65                        | 1,523                     | 1,818                     | 8                         |
| 3                         | Michael Nilsson           | 2                         | 3:5                       | 98                        | 58                        | 1,689                     | 2,571                     | 11                        |
| 4                         | Eddy Leppens              | 2                         | 3:5                       | 79                        | 50                        | 1,580                     | 1,857                     | 9                         |

| Abschlusstabelle Gruppe B | Abschlusstabelle Gruppe B | Abschlusstabelle Gruppe B | Abschlusstabelle Gruppe B | Abschlusstabelle Gruppe B | Abschlusstabelle Gruppe B | Abschlusstabelle Gruppe B | Abschlusstabelle Gruppe B | Abschlusstabelle Gruppe B |
| Platz                     | Name                      | MP                        | SV                        | Pkte                      | Aufn.                     | GD                        | BED                       | HS                        |
| ------------------------- | ------------------------- | ------------------------- | ------------------------- | ------------------------- | ------------------------- | ------------------------- | ------------------------- | ------------------------- |
| 1                         | Torbjörn Blomdahl         | 6                         | 6:1                       | 92                        | 44                        | 2,090                     | 2,307                     | 9                         |
| 2                         | Martin Horn               | 4                         | 4:2                       | 80                        | 43                        | 1,860                     | 2,727                     | 6                         |
| 3                         | Gerhard Kostistansky      | 2                         | 3:5                       | 68                        | 43                        | 1,581                     | 2,052                     | 7                         |
| 4                         | Adnan Yüksel              | 0                         | 1:6                       | 64                        | 52                        | 1,230                     | –                         | 9                         |

| Abschlusstabelle Gruppe C | Abschlusstabelle Gruppe C | Abschlusstabelle Gruppe C | Abschlusstabelle Gruppe C | Abschlusstabelle Gruppe C | Abschlusstabelle Gruppe C | Abschlusstabelle Gruppe C | Abschlusstabelle Gruppe C | Abschlusstabelle Gruppe C |
| Platz                     | Name                      | MP                        | SV                        | Pkte                      | Aufn.                     | GD                        | BED                       | HS                        |
| ------------------------- | ------------------------- | ------------------------- | ------------------------- | ------------------------- | ------------------------- | ------------------------- | ------------------------- | ------------------------- |
| 1                         | Marco Zanetti             | 6                         | 6:1                       | 102                       | 45                        | 2,266                     | 2,727                     | 10                        |
| 2                         | Semih Saygıner            | 4                         | 4:3                       | 85                        | 58                        | 1,465                     | 2,142                     | 7                         |
| 3                         | Jérémy Bury               | 2                         | 3:5                       | 82                        | 83                        | 0,987                     | 1,023                     | 9                         |
| 4                         | Jan Niederlander          | 0                         | 2:6                       | 46                        | 74                        | 0,621                     | –                         | 7                         |

| Abschlusstabelle Gruppe D | Abschlusstabelle Gruppe D | Abschlusstabelle Gruppe D | Abschlusstabelle Gruppe D | Abschlusstabelle Gruppe D | Abschlusstabelle Gruppe D | Abschlusstabelle Gruppe D | Abschlusstabelle Gruppe D | Abschlusstabelle Gruppe D |
| Platz                     | Name                      | MP                        | SV                        | Pkte                      | Aufn.                     | GD                        | BED                       | HS                        |
| ------------------------- | ------------------------- | ------------------------- | ------------------------- | ------------------------- | ------------------------- | ------------------------- | ------------------------- | ------------------------- |
| 1                         | Johan Loncelle            | 4                         | 5:2                       | 86                        | 57                        | 1,508                     | 2,142                     | 6                         |
| 2                         | Tonny Carlsen             | 4                         | 4:2                       | 77                        | 50                        | 1,540                     | 1,764                     | 7                         |
| 3                         | Stefan Galla              | 2                         | 3:5                       | 87                        | 85                        | 1,023                     | 1,392                     | 7                         |
| 4                         | Ihab El Messery           | 2                         | 2:5                       | 67                        | 68                        | 0,985                     | 1,000                     | 6                         |

| Abschlusstabelle Gruppe E | Abschlusstabelle Gruppe E | Abschlusstabelle Gruppe E | Abschlusstabelle Gruppe E | Abschlusstabelle Gruppe E | Abschlusstabelle Gruppe E | Abschlusstabelle Gruppe E | Abschlusstabelle Gruppe E | Abschlusstabelle Gruppe E |
| Platz                     | Name                      | MP                        | SV                        | Pkte                      | Aufn.                     | GD                        | BED                       | HS                        |
| ------------------------- | ------------------------- | ------------------------- | ------------------------- | ------------------------- | ------------------------- | ------------------------- | ------------------------- | ------------------------- |
| 1                         | Eddy Merckx               | 6                         | 6:1                       | 103                       | 65                        | 1,584                     | 2,142                     | 8                         |
| 2                         | Jacob Haack-Sørensen      | 4                         | 4:3                       | 81                        | 70                        | 1,157                     | 1,666                     | 6                         |
| 3                         | Ad Koorevaar              | 2                         | 3:4                       | 69                        | 60                        | 1,150                     | 1,500                     | 8                         |
| 4                         | Radovan Hájek             | 0                         | 1:6                       | 52                        | 83                        | 0,626                     | –                         | 6                         |

| Abschlusstabelle Gruppe F | Abschlusstabelle Gruppe F | Abschlusstabelle Gruppe F | Abschlusstabelle Gruppe F | Abschlusstabelle Gruppe F | Abschlusstabelle Gruppe F | Abschlusstabelle Gruppe F | Abschlusstabelle Gruppe F | Abschlusstabelle Gruppe F |
| Platz                     | Name                      | MP                        | SV                        | Pkte                      | Aufn.                     | GD                        | BED                       | HS                        |
| ------------------------- | ------------------------- | ------------------------- | ------------------------- | ------------------------- | ------------------------- | ------------------------- | ------------------------- | ------------------------- |
| 1                         | Daniel Sánchez            | 6                         | 6:0                       | 90                        | 41                        | 2,195                     | 2,500                     | 9                         |
| 2                         | Jorge Theriaga            | 4                         | 4:3                       | 75                        | 54                        | 1,388                     | 2,307                     | 8                         |
| 3                         | Allan Grosmann            | 2                         | 3:4                       | 73                        | 60                        | 1,216                     | 1,304                     | 7                         |
| 4                         | Peter Varga               | 0                         | 0:6                       | 21                        | 47                        | 0,446                     | –                         | 3                         |

| Abschlusstabelle Gruppe G | Abschlusstabelle Gruppe G | Abschlusstabelle Gruppe G | Abschlusstabelle Gruppe G | Abschlusstabelle Gruppe G | Abschlusstabelle Gruppe G | Abschlusstabelle Gruppe G | Abschlusstabelle Gruppe G | Abschlusstabelle Gruppe G |
| Platz                     | Name                      | MP                        | SV                        | Pkte                      | Aufn.                     | GD                        | BED                       | HS                        |
| ------------------------- | ------------------------- | ------------------------- | ------------------------- | ------------------------- | ------------------------- | ------------------------- | ------------------------- | ------------------------- |
| 1                         | Filipos Kasidokostas      | 4                         | 4:2                       | 85                        | 49                        | 1,734                     | 2,000                     | 12                        |
| 2                         | Dick Jaspers              | 4                         | 4:2                       | 67                        | 49                        | 1,367                     | 1,875                     | 8                         |
| 3                         | Nikos Polychronopoulos    | 2                         | 2:4                       | 69                        | 58                        | 1,189                     | 1,500                     | 5                         |
| 4                         | Mario G. Aranha           | 2                         | 2:4                       | 51                        | 50                        | 1,020                     | 1,428                     | 6                         |

| Abschlusstabelle Gruppe H | Abschlusstabelle Gruppe H | Abschlusstabelle Gruppe H | Abschlusstabelle Gruppe H | Abschlusstabelle Gruppe H | Abschlusstabelle Gruppe H | Abschlusstabelle Gruppe H | Abschlusstabelle Gruppe H | Abschlusstabelle Gruppe H |
| Platz                     | Name                      | MP                        | SV                        | Pkte                      | Aufn.                     | GD                        | BED                       | HS                        |
| ------------------------- | ------------------------- | ------------------------- | ------------------------- | ------------------------- | ------------------------- | ------------------------- | ------------------------- | ------------------------- |
| 1                         | Tayfun Taşdemir           | 6                         | 6:2                       | 106                       | 66                        | 1,606                     | 1,875                     | 8                         |
| 2                         | Raimond Burgman           | 4                         | 5:4                       | 102                       | 72                        | 1,416                     | 1,761                     | 8                         |
| 3                         | Juan Villora              | 2                         | 4:4                       | 105                       | 89                        | 1,179                     | 1,034                     | 8                         |
| 4                         | Salvatore Papa            | 0                         | 1:6                       | 72                        | 64                        | 1,125                     | –                         | 10                        |

## Finalrunde
Im Folgenden ist der Turnierbaum der Finalrunde aufgelistet. Legende: SP/Pkte/Aufn/HS

|  | Achtelfinale         | Achtelfinale |                  |               | Viertelfinale        | Viertelfinale |  |  | Halbfinale | Halbfinale |  |  | Finale | Finale |
|  |                      |              |                  |               |                      |               |  |  |            |            |  |  |        |        |
|  |                      |              |                  |               |                      |               |  |  |            |            |  |  |        |        |
|  | Frédéric Caudron     | 3/50/28/7    |                  |               |                      |               |  |  |            |            |  |  |        |        |
|  | Johan Loncelle       | 1/48/27/7    |                  |               |                      |               |  |  |            |            |  |  |        |        |
|  | Johan Loncelle       | 1/48/27/7    | Frédéric Caudron | 3/45/13/6     |                      |               |  |  |            |            |  |  |        |        |
|  |                      |              | Frédéric Caudron | 3/45/13/6     |                      |               |  |  |            |            |  |  |        |        |
|  |                      |              |                  |               | Torbjörn Blomdahl    | 1/27/12/13    |  |  |            |            |  |  |        |        |
|  | Torbjörn Blomdahl    | 3/45/13/7    |                  |               | Torbjörn Blomdahl    | 1/27/12/13    |  |  |            |            |  |  |        |        |
|  | Torbjörn Blomdahl    | 3/45/13/7    |                  |               |                      |               |  |  |            |            |  |  |        |        |
|  | Raimond Burgman      | 0/23/11/5    |                  |               |                      |               |  |  |            |            |  |  |        |        |
|  | Raimond Burgman      | 0/23/11/5    | Frédéric Caudron | 3/56/29/11    |                      |               |  |  |            |            |  |  |        |        |
|  |                      |              | Frédéric Caudron | 3/56/29/11    |                      |               |  |  |            |            |  |  |        |        |
|  |                      |              |                  | Marco Zanetti | 1/49/28/8            |               |  |  |            |            |  |  |        |        |
|  | Tonny Carlsen        | 3/62/43/12   |                  | Marco Zanetti | 1/49/28/8            |               |  |  |            |            |  |  |        |        |
|  | Tonny Carlsen        | 3/62/43/12   |                  |               |                      |               |  |  |            |            |  |  |        |        |
|  | Filipos Kasidokostas | 2/50/43/8    |                  |               |                      |               |  |  |            |            |  |  |        |        |
|  | Filipos Kasidokostas | 2/50/43/8    | Tonny Carlsen    | 1/30/27/5     |                      |               |  |  |            |            |  |  |        |        |
|  |                      |              | Tonny Carlsen    | 1/30/27/5     |                      |               |  |  |            |            |  |  |        |        |
|  |                      |              |                  |               | Marco Zanetti        | 3/52/28/11    |  |  |            |            |  |  |        |        |
|  | Marco Zanetti        | 3/57/30/8    |                  |               | Marco Zanetti        | 3/52/28/11    |  |  |            |            |  |  |        |        |
|  | Marco Zanetti        | 3/57/30/8    |                  |               |                      |               |  |  |            |            |  |  |        |        |
|  | Jorge Theriaga       | 2/47/29/8    |                  |               |                      |               |  |  |            |            |  |  |        |        |
|  | Jorge Theriaga       | 2/47/29/8    | Frédéric Caudron | 2/52/27/14    |                      |               |  |  |            |            |  |  |        |        |
|  |                      |              | Frédéric Caudron | 2/52/27/14    |                      |               |  |  |            |            |  |  |        |        |
|  |                      |              |                  | Dick Jaspers  | 3/61/27/8            |               |  |  |            |            |  |  |        |        |
|  | Martin Horn          | 3/72/48/5    |                  | Dick Jaspers  | 3/61/27/8            |               |  |  |            |            |  |  |        |        |
|  | Martin Horn          | 3/72/48/5    |                  |               |                      |               |  |  |            |            |  |  |        |        |
|  | Yilmaz Özcan         | 2/64/47/7    |                  |               |                      |               |  |  |            |            |  |  |        |        |
|  | Yilmaz Özcan         | 2/64/47/7    | Martin Horn      | 3/68/54/7     |                      |               |  |  |            |            |  |  |        |        |
|  |                      |              | Martin Horn      | 3/68/54/7     |                      |               |  |  |            |            |  |  |        |        |
|  |                      |              |                  |               | Jacob Haack-Sørensen | 2/58/53/5     |  |  |            |            |  |  |        |        |
|  | Jacob Haack-Sørensen | 3/47/35/7    |                  |               | Jacob Haack-Sørensen | 2/58/53/5     |  |  |            |            |  |  |        |        |
|  | Jacob Haack-Sørensen | 3/47/35/7    |                  |               |                      |               |  |  |            |            |  |  |        |        |
|  | Daniel Sánchez       | 2/66/34/10   |                  |               |                      |               |  |  |            |            |  |  |        |        |
|  | Daniel Sánchez       | 2/66/34/10   | Martin Horn      | 1/34/28/5     |                      |               |  |  |            |            |  |  |        |        |
|  |                      |              | Martin Horn      | 1/34/28/5     |                      |               |  |  |            |            |  |  |        |        |
|  |                      |              |                  | Dick Jaspers  | 3/59/29/8            |               |  |  |            |            |  |  |        |        |
|  | Eddy Merckx          | 3/45/20/6    |                  | Dick Jaspers  | 3/59/29/8            |               |  |  |            |            |  |  |        |        |
|  | Eddy Merckx          | 3/45/20/6    |                  |               |                      |               |  |  |            |            |  |  |        |        |
|  | Semih Saygıner       | 0/29/18/5    |                  |               |                      |               |  |  |            |            |  |  |        |        |
|  | Semih Saygıner       | 0/29/18/5    | Eddy Merckx      | 0/26/18/7     |                      |               |  |  |            |            |  |  |        |        |
|  |                      |              | Eddy Merckx      | 0/26/18/7     |                      |               |  |  |            |            |  |  |        |        |
|  |                      |              |                  |               | Dick Jaspers         | 3/45/20/10    |  |  |            |            |  |  |        |        |
|  | Tayfun Taşdemir      | 0/25/25/6    |                  |               | Dick Jaspers         | 3/45/20/10    |  |  |            |            |  |  |        |        |
|  | Tayfun Taşdemir      | 0/25/25/6    |                  |               |                      |               |  |  |            |            |  |  |        |        |
|  | Dick Jaspers         | 3/45/26/10   |                  |               |                      |               |  |  |            |            |  |  |        |        |

## Abschlusstabelle
| Endklassement   | Endklassement | Endklassement          | Endklassement | Endklassement | Endklassement | Endklassement | Endklassement | Endklassement | Endklassement | Endklassement |
| Phase           | Platz         | Name                   | MP            | SV            | Pkt.          | Aufn.         | GD            | BED           | BSD           | HS            |
| --------------- | ------------- | ---------------------- | ------------- | ------------- | ------------- | ------------- | ------------- | ------------- | ------------- | ------------- |
| Finale          | 1             | Dick Jaspers           | 12:2          | 16:5          | 277           | 151           | 1,834         | 2,259         | 5,000         | 10            |
| Finale          | 2             | Frédéric Caudron       | 10:4          | 16:9          | 302           | 162           | 1,864         | 3,461         | 7,500         | 14            |
| Halb- finale    | 3             | Marco Zanetti          | 10:2          | 13:7          | 260           | 131           | 1,984         | 2,727         | 5,000         | 11            |
| Halb- finale    | 3             | Martin Horn            | 8:4           | 11:9          | 254           | 173           | 1,468         | 2,727         | 3,750         | 7             |
| Viertel- finale | 5             | Torbjörn Blomdahl      | 8:2           | 10:4          | 164           | 69            | 2,376         | 3,461         | 7,500         | 13            |
| Viertel- finale | 6             | Eddy Merckx            | 8:2           | 9:4           | 174           | 103           | 1,689         | 2,250         | 3,000         | 9             |
| Viertel- finale | 7             | Tonny Carlsen          | 6:4           | 8:7           | 169           | 120           | 1,408         | 1,764         | 3,000         | 12            |
| Viertel- finale | 8             | Jacob Haack-Sørensen   | 6:4           | 9:8           | 186           | 158           | 1,177         | 1,666         | 2,500         | 7             |
| Achtel- finale  | 9             | Daniel Sánchez         | 6:2           | 8:3           | 156           | 75            | 2,080         | 2,500         | 5,000         | 10            |
| Achtel- finale  | 10            | Tayfun Taşdemir        | 6:2           | 6:5           | 131           | 91            | 1,439         | 1,875         | 3,000         | 8             |
| Achtel- finale  | 11            | Johan Loncelle         | 4:4           | 6:5           | 134           | 84            | 1,595         | 2,142         | 3,750         | 7             |
| Achtel- finale  | 12            | Yilmaz Özcan           | 4:4           | 7:6           | 172           | 110           | 1,563         | 1,791         | 3,750         | 9             |
| Achtel- finale  | 13            | Filipos Kasidokostas   | 4:4           | 6:5           | 135           | 92            | 1,467         | 2,000         | 3,000         | 12            |
| Achtel- finale  | 14            | Jorge Theriaga         | 4:4           | 6:6           | 122           | 83            | 1,469         | 2,307         | 3,000         | 8             |
| Achtel- finale  | 15            | Raimond Burgman        | 4:4           | 5:7           | 125           | 83            | 1,506         | 1,761         | 2,500         | 8             |
| Achtel- finale  | 16            | Semih Saygıner         | 4:4           | 4:6           | 114           | 76            | 1,500         | 2,142         | 2,142         | 7             |
| Gruppen- phase  | 17            | Juan Villora           | 2:4           | 4:4           | 105           | 89            | 1,179         | 1,034         | 1,500         | 8             |
| Gruppen- phase  | 18            | Allan Grosmann         | 2:4           | 3:4           | 73            | 60            | 1,216         | 1,304         | 1,875         | 7             |
| Gruppen- phase  | 19            | Ad Koorevaar           | 2:4           | 3:4           | 69            | 60            | 1,150         | 1,500         | 1,666         | 8             |
| Gruppen- phase  | 20            | Mikael Nilsson         | 2:4           | 3:5           | 98            | 58            | 1,689         | 2,571         | 5,000         | 11            |
| Gruppen- phase  | 21            | Gerhard Kostistansky   | 2:4           | 3:5           | 69            | 43            | 1,581         | 2,052         | 3,750         | 7             |
| Gruppen- phase  | 22            | Stefan Galla           | 2:4           | 3:5           | 87            | 85            | 1,023         | 1,392         | 2,500         | 7             |
| Gruppen- phase  | 23            | Jérémy Bury            | 2:4           | 3:5           | 82            | 83            | 0,987         | 1,023         | 1,250         | 9             |
| Gruppen- phase  | 24            | Nikos Polychronopoulos | 2:4           | 2:4           | 69            | 58            | 1,189         | 1,500         | 1,666         | 5             |
| Gruppen- phase  | 25            | Eddy Leppens           | 2:4           | 3:5           | 79            | 50            | 1,580         | 1,875         | 3,750         | 9             |
| Gruppen- phase  | 26            | Mario G. Aranha        | 2:4           | 2:4           | 51            | 50            | 1,020         | 1,428         | 1,875         | 6             |
| Gruppen- phase  | 27            | Ihab El Messery        | 2:4           | 2:5           | 67            | 68            | 0,985         | 1,000         | 1,363         | 6             |
| Gruppen- phase  | 28            | Jan Niederlander       | 0:6           | 2:6           | 46            | 74            | 0,621         | –             | 1,666         | 7             |
| Gruppen- phase  | 29            | Adnan Yüksel           | 0:6           | 1:6           | 64            | 52            | 1,230         | –             | 1,666         | 9             |
| Gruppen- phase  | 30            | Salvatore Papa         | 0:6           | 1:6           | 72            | 64            | 1,125         | –             | 1,666         | 10            |
| Gruppen- phase  | 31            | Radovan Hájek          | 0:6           | 1:6           | 52            | 83            | 0,626         | –             | 0,750         | 6             |
| Gruppen- phase  | 32            | Peter Varga            | 0:6           | 0:6           | 21            | 47            | 0,446         | –             | –             | 3             |